# سیداد کولونیال
سیداد کولونیال
این مکان در سال ۱۹۹۰ در میراث جهانی یونسکو به ثبت رسید.